# مولباخ ام هوخکونیش
مولباخ ام هوخکونیش (به آلمانی: Mühlbach am Hochkönig) یک منطقهٔ مسکونی در اتریش است که در ناحیه سنت یوهان ایم پونگاو واقع شده‌است. مولباخ ام هوخکونیش ۵۱٫۵ کیلومتر مربع مساحت دارد ۸۶۰ متر بالاتر از سطح دریا واقع شده‌است.